# ダジン・ビャンバスレン
ダジン・ビャンバスレン（モンゴル語: Дашийн Бямбасүрэн、ラテン文字転写の例：Dashiin Byambasüren、1942年7月20日 - ）は、モンゴル人民共和国の政治家。1990年9月11日から1992年7月21日まで、モンゴル人民共和国閣僚会議議長（首相）を務めた。モンゴル民主化運動後にできた議会によって初めて選出された首相である。ヘンティー県ビンデル郡出身。自身の出自の起源はブリヤートにあるとされる。 

## 経歴・人物
経済学者、エコノミストとして、モンゴル人民共和国の国家戦略担当部局や行政管理研究所の主任研究員として勤務する。1989年閣僚会議副議長（副首相）となる。 1990年総選挙後、モンゴル人民共和国最後の閣僚会議議長（首相）に選出される。1992年10月、モンゴル人民革命党が一党独裁放棄後もヘゲモニーを維持し、国際共産主義運動に関係していると批判し、同党を離党し、1994年モンゴル民主復興党を結成した。その後、民主党に参加している。
ビャンバスレンは土を掘ることを忌むモンゴル人の風習から神聖な土地への冒涜であるとしてチンギス・ハーンの陵墓を発掘しようとする考古学者に批判的な言動でも知られた。またモンゴル行政アカデミーとカーン・ウル大学教授であり、モンゴル開発基金総裁を務めている。2009年チンギス・ハーン勲章を授与された。
私生活では、夫人との間に六子あり。